# Simona Gogîrlă
Simona Silvia Gogîrla (* 11. April 1975 in Focșani, Rumänien; geborene Simona Țuțuianu) ist eine ehemalige rumänische Handballspielerin, die für die rumänische Nationalmannschaft auflief. Mittlerweile ist sie als Trainerin tätig.

## Karriere

### Als Spielerin
Gogîrlă erlernte das Handballspielen in ihrer Geburtsstadt beim CSS Focșani. Ab dem Jahr 1993 spielte die Rückraumspielerin beim Erstligisten CS Oltchim Râmnicu Vâlcea, mit dem sie in den Jahren 1994, 1995, 1996 und 1997 sowohl die rumänische Meisterschaft als auch den rumänischen Pokal gewann. Gogîrlă stand zwischen 1997 und 2001 beim slowenischen Erstligisten Rokometni Klub Krim unter Vertrag, mit dem sie im Jahr 1998 im Finale der EHF Champions League stand und in jeder Spielzeit das nationale Double gewann. Daraufhin kehrte sie zu CS Oltchim Râmnicu Vâlcea zurück, mit dem sie 2002 die Meisterschaft und den Pokal gewann sowie im Finale des EHF-Europapokals der Pokalsieger stand. Nach einer Saison ohne Titel schloss sie sich dem spanischen Erstligisten Sociedad Deportiva Itxako an.
Gogîrlă lief ab dem Jahr 2004 für den ungarischen Erstligisten Győri ETO KC auf, mit dem sie 2005 und 2006 die ungarische Meisterschaft und 2005, 2006 und 2007 den ungarischen Pokal gewann. Im Jahr 2007 kehrte sie nach Rumänien zurück und spielte drei Jahre beim Erstligisten CS Rulmentul Urban Brașov, mit dem sie in der Saison 2007/08 im Endspiel des EHF-Europapokals der Pokalsieger unterlag. In der Saison 2010/11 ließ sie ihre Karriere beim Zweitligisten Rapid Bukarest ausklingen.
Gogîrlă nahm im Jahr 1995 mit der rumänischen Juniorinnennationalmannschaft an der U-20-Weltmeisterschaft teil, bei der sie die Goldmedaille gewann. Anschließend bestritt die Rechtshänderin 93 Länderspiele für die rumänische A-Nationalmannschaft, in denen sie 455 Tore warf. Der größte Erfolg in ihrer Länderspiellaufbahn war der Gewinn der Silbermedaille bei der Weltmeisterschaft 2005. Gogîrlă gewann bei der Europameisterschaft 2000 mit 68 Treffern die Torschützinnenkrone.

### Als Trainerin
Gogîrlă trainierte zwischen 2010 und 2012 den Zweitligisten Rapid Bukarest. Anschließend folgte ein einjähriges Engagement beim Erstligisten CSM Ploiești, gefolgt von einem Jahr beim Ligakonkurrenten HCM Râmnicu Vâlcea. Nachdem Gogîrlă in der Saison 2014/15 eine Jugendmannschaft von Chemie Râmnicu Vâlcea trainiert hatte, war sie ein Jahr für den Erstligisten SCM Craiova verantwortlich. Daraufhin war sie in den Vereinen Chemie Râmnicu Vâlcea, ACS Transilvania Brașov und ASC Corona 2010 Brașov als Jugendtrainerin tätig. In der Saison 2020/21 trainierte sie den Zweitligisten CSM Corona Brașov, mit dem sie den angestrebten Aufstieg verpasste, woraufhin sie von ihren Aufgaben entbunden wurde.
In ihrer Zeit als Jugendtrainerin in Râmnicu Vâlcea und Brașov trainierte sie unter anderem ihre Tochter Alicia Gogîrlă.

## Sonstiges
Simona Gogîrlă wurde am 31. Januar 2006 in ihrer Geburtsstadt Focșani zur Ehrenbürgerin ernannt.